# جاك بيرن
جاك بيرن (بالإنجليزية: Jack Byrne)‏ (24 أبريل 1996 بدبلن في جمهورية أيرلندا - ) هو لاعب كرة قدم أيرلندي في مركز الوسط. شارك مع منتخب جمهورية أيرلندا تحت 17 سنة لكرة القدم ومنتخب جمهورية أيرلندا تحت 19 سنة لكرة القدم ومنتخب جمهورية أيرلندا تحت 20 سنة لكرة القدم ومنتخب جمهورية أيرلندا تحت 21 سنة لكرة القدم. أما مع النوادي، فقد لعب مع مانشستر سيتي ونادي كامبور.

## وصلات خارجية
- جاك بيرن على موقع الاتحاد الأوربي (الإنجليزية)
- جاك بيرن على موقع قاعدة بيانات كرة القدم.إي يو (الإنجليزية)
- جاك بيرن على موقع ناشيونال فوتبول تيمز (الإنجليزية)
- جاك بيرن على موقع Soccerbase.com (لاعب) (الإنجليزية)
- جاك بيرن على موقع Soccerway.com (الإنجليزية)